# Bay Area Bi+ & Pan Network
A Bay Area Bi+ & Pan Network (BABPN), anteriormente conhecido como Bay Area Bisexual Network (BABN), é um grupo social e de rede na área da Baía de São Francisco. É o maior e mais antigo grupo bissexual da área da baía de São Francisco. Desde 1987, a BABN acolhe pessoas recém-chegadas ou novas na área para terem oportunidades de conhecer e conversar com outros bissexuais e pansexuais.

## História
Fundado em 1987, BABN foi o sucessor do San Francisco Bisexual Center, que fechou em 1984. Sua fundação foi inspirada na Conferência da Rede Bissexual da Costa Leste de 1987 e foi fundada por Lani Ka'ahumanu, Ann Justi e Maggi Rubenstein. Por quase 10 anos, a BABN coordenou um escritório de palestrantes, um boletim informativo, retiros e fóruns culturais e educacionais mensais. A linha telefônica da BABN oferecia uma das poucas maneiras de bissexuais isolados encontrarem e se conectarem com a comunidade bissexual. A Bi-Friendly foi fundada pela BABN em 1988 como uma maneira de pessoas bissexuais e bi-amigáveis se encontrarem e socializarem fora de bares e reuniões de ativistas. O grupo patrocinou brunches, viagens para as sequoias, filmes, peças de teatro, jogos de beisebol, etc. A BABN está realizando reuniões bi-amigáveis a partir de 2012. Em junho de 2019, a BABN mudou seu nome para Bay Area Bi+ & Pan Network (BABPN).
Eles foram os editores da revista Anything That Moves no período de 1990 a 2002.

## Serviços
A BABN oferece suporte à comunidade bissexual, incluindo site e links para recursos. BABN também tem duas listas de e-mail: Uma lista moderada de baixo volume para eventos que interessam a comunidade bissexual, e uma segunda lista não moderada para discussão aberta.
Para centenas de pessoas bissexuais, as listas de e-mail são seu único contato com a comunidade bi. A BABN também tem grupos de redes sociais no Facebook, tribe.net e outros. Um calendário de eventos é o recurso mais usado do site da BABN.